# Playwright
Playwright（プレイライト）は、ディスクユニオンの制作部門・DIW PRODUCTS GROUPによる、ジャズ・インストゥルメンタルを専門とするレコードレーベル。2012年10月設立。レーベル・ディレクターは同社の別レーベル「Think! Records」の代表も務める谷口慶介。

## 概要
- Playwrightは「脚本家」の意。今の時代に活動するアーティスト達のドラマを筋書き立てていき、 Playwrightというレーベル自体が一つの音楽ジャンル・アイコンとなり、アーティストの色、音楽、演奏形態、活動スタイルをそのまま連想できるようなレーベルへ育つことを目標としている[1][3][注釈 1]。
- 2011年末から年明けにかけて、fox capture plan、orange pekoe、bohemianvoodooの3組のCD制作の話がほぼ同時期に谷口の元へ舞い込む。Think! Recordsは復刻ものを主とするレーベルであったため、現在活動しているアーティストのための新規レーベルとして、Playwrightを立ち上げる事となった。今の時代に活動するアーティストにスポットを当てるため、Playwrightは「現在進行形のレーベル」という方向性を打ち出している[1][3]。規格品番は以下を使用している[4]。
  - 音楽：CDはPWT、配信限定楽曲はPWDLを、EP・7inchアナログ盤はPWEPおよびbPを、LP・12inchアナログ盤はPWLPをそれぞれ使用。またアーティスト・プロジェクト固有の品番として、fox capture planの一部のCD、配信楽曲ではFCPを、辻本美博プロデュース「BASE for the ARTIST」の楽曲ではBFTAおよびBSARを使用している。
  - 映像作品：PWT、PWTV、PWDV(DVD)、PWBD(Blu-ray)の品番が使用される。
  - グッズ：PWTSPの品番を使用している。
  - orange pekoeの作品ではWORの品番を使用している。
  - レーベル設立初期には、PW(fox capture planのFLEXIBLE)、 PWCDR(初期のCD-Rでの生産盤)も使用されていた。

- Playwrightのレーベル名を前面に出したCDリリース、ライブも行う他、音楽フェスにも携わっている。詳細は「コンピレーション・コラボレーションアルバム」および「レーベル主催・コラボイベント、ライブ」の章を参照。
  - 2013年より、レーベル所属アーティストによるコラボレーション・コンピレーション・アルバムを発売[5][6][7][8][9]。
  - レーベル所属アーティストが一堂に会するレーベルショーケース「Party the Playwright」も2013年以降不定期で開催。2020年には新宿LOFTで3Days、10周年の2022年には東京・大阪・福岡の計3ヶ所4日間の規模で開催[10]。
  - 2017年には日本最大のインストのみの音楽フェス「TOKYO INSTRUMENTAL FESTIVAL」にて、Playwright専用ステージを設け、プロデュース[11]。
  - 2024年2月25日には、TOKYO INSTRUMENTAL FESTIVALと共に協力し、インスト・バンドのみが出演するフェスティバル「Instrumental Festival」を日比谷野外音楽堂にて開催[12][13][14]。

## 特徴
- Playwrightの楽曲は、ジャズをベースとしている。その理由として谷口は「CDショップのジャズ売り場は長く売れる」、「様々なジャンルの音楽がミックスされやすく、ジャズ好き以外の人も来る」の二点を挙げている[3]。
- ジャズというジャンルにこだわらず、ジャズの敷居を下げて初心者でも楽しめるのが特徴。
  - 谷口は、楽曲の判断基準は「耳に残るか残らないか、口ずさめるか、歌いたくなるメロディか」としている[3]。
  - 所属アーティストの多くはバンドであり、ロックをはじめ、ジャズ以外がルーツのメンバーも珍しくない。そのため、fox capture planが掲げる「現代版ジャズ・ロック」のように、これまでにない独自性のある音楽が生まれ、ジャズというジャンルを内側から拡げる事につながっている。 以前はジャズではなかった音楽も、今ではジャズと言えるようになり、PlaywrightはロックやJ-POPのリスナーがジャズに興味を持つ入口のような役割も果たしている[3][15]。
  - ジャズのルールに縛られずに好きなように楽しむことができるのも特徴。ジャズにロックなどの要素が加わることで、ジャズに馴染みがなくても入りやすくなっている。[15]
- 会社の制作部が擁するレーベルであるため、経営色は強くなく、与えられた環境内でチャレンジすることを重要視している[1][注釈 2]。

## 所属アーティスト(A-Z, 五十音順)
- AFRO BEGUE
- Akane
- Alter Ego
- Apneumo
- bohemianvoodoo
- colspan
- fox capture plan
- freecube
- Gecko&Tokage Parade
- Liquid Stella
- m.s.t.
- MASSAN × BASHIRY
- orange pekoe
- POLYPLUS
- PRIMITIVE ART ORCHESTRA
- The SKAMOTTS
- Soundtype
- Sunaga t Experience
- Tres-men
- Tsukasa Inoue
- tsukuyomi
- WAIWAI STEEL BAND
- Wataru Sato
- YoYo the “Pianoman”
- 岸本亮
- 木村イオリ×木村仁星
- 木村イオリ&森田晃平デュオ
- 島裕介
- 草田一駿
- 辻本美博
- 橋本芳

## 過去に所属していたアーティスト
- Immigrant’s Bossa Band - 2017年6月12日にて解散を発表。
- TRI4TH - 2018年11月にSME Recordsへ移籍。

## 関連人物・アーティスト(A-Z, 五十音順)
- ADAM at
- Calmera
- H ZETTRIO
- JABBERLOOP
- jizue
- LITE
- Neighbors Complain
- Schroeder-Headz
- The Hey Song
- Yasei Collective

## コンピレーション・コラボレーションアルバム
| 発売日         | タイトル                                                           | 規格品番 | 備考                                             |
| 2013年10月23日 | color & monochrome                                                 | PWT006   | - fox capture plan, bohemianvoodooのスプリット盤 |
| 2014年9月10日  | Family                                                             | PWT012   | - タワーレコード限定商品                         |
| 2016年5月25日  | 須永辰緒の夜ジャズ外伝２ All The Young Dudes～全ての若き野郎ども～ | PWT025   |                                                  |
| 2016年12月7日  | color & monochrome 2                                               | PWT030   | - fox capture plan, bohemianvoodooのスプリット盤 |
| 2017年8月2日   | 須永辰緒の夜ジャズ外伝3 All The Young Dudes～全ての若き野郎ども～  | PWT036   |                                                  |
| 2018年4月11日  | Family Vol.2                                                       | PWT041   |                                                  |
| 2019年2月19日  | CONNECTION BLUE Produced by カワイヒデヒロ & bashiry               | PWT069   |                                                  |
| 2019年9月11日  | Color & Monochrome 3                                               | PWT061   | - colspanとGecko&Tokage Paradeのスプリット盤     |
| 2020年5月9日   | Playwright Library of Sounds -solo works at home- Vol.1            | PWDL1020 | - vol.2と同時発売                                |
| 2020年5月9日   | Playwright Library of Sounds -solo works at home- Vol.2            | PWDL1021 | - vol.1と同時発売                                |
| 2020年8月26日  | ランデヴー                                                         | PWDL1027 |                                                  |
| 2021年11月14日 | TRINITY by Apneumo, Colspan and Gecko&Tokage Parade                | PWTSP45  | - 会場限定盤                                     |

## レーベル主催・コラボイベント、ライブ
- Party the Playwright：Playwrightのレーベルショーケースライブ[10]
  - 2013年7月7日 Tower records Shinjuku presents "Party the Playwright" (新宿LOFT)
  - 2014年7月21日 Party the Playwright vol.2 (新宿LOFT)
  - 2018年3月21日 Party The Playwright -5th Anniversary- (代官山UNIT/UNICE)
  - 2020年1月31日-2月2日 Party the Playwright 2020 (新宿LOFT)[16]
  - 2022年6月18日 Party the Playwright 2022 -10th anniversary- in Fukuoka (中州Gate's7)[10]
  - 2022年7月10日 Party the Playwright 2022 -10th anniversary- in Osaka (心斎橋 Music Club JANUS)[10]
  - 2022年7月23-24日 Party the Playwright 2022 -10th anniversary- in Tokyo (新宿 LOFT)[10]
  - 2022年10月15日 “Party the Playwright 2022” Spin-off (江東区亀戸文化センター カメリアホール)
- 2015年12月31日-2016年1月1日 渋谷 JAZZ JUNGLE × Playwright -New Year Countdown vol.11- (渋谷JZ Brat)[17]
- 2017年4月23日 TOKYO INSTRUMENTAL FESTIVAL 2017 (新木場STUDIO COAST) ※全4ステージのうち1ステージがPlaywright専用ステージとしてプロデュース[11]
- 2021年9月1日-30日 10周年記念企画展「road to 10th Anniversary of Playwright」[18] (ツクル・ワーク新宿センタービル店)
- 2024年2月25日 “Instrumental Festival” in 日比谷野外大音楽堂 Supported by Playwright & TOKYO INSTRUMENTAL FESTIVAL[12][13][14] (東京・日比谷野外大音楽堂)
- 2024年4月15日-4月18日 月見ル君想フ20周年記念 「パラシュートセッションPlaywright祭」[19](青山月見ル君想フ)